# Męski strój dzienny
Męski strój dzienny – eleganckie ubranie noszone przez mężczyzn w ciągu dnia do godziny 18.00 lub zachodu słońca (w zależności od tego, co występuje pierwsze). Dzieli się na formalny, czyli żakiet, półformalny – stroller i nieformalny (choć współcześnie uważany za elegancki) garnitur.
Cechą dominująca w przypadku pierwszych dwóch zestawów jest ciemna marynarka i szare, kontrastujące spodnie sztuczkowe, co uzasadnia się faktem, że cały ciemny garnitur nie wygląda dobrze w dużym nasłonecznieniu. Zatem zgodnie z tą zasadą garnitur dzienny powinien być w jasnych kolorach. Założenie stroju wieczorowego zamiast stroju dziennego i odwrotnie jest uznawane za faux pas. Jedynym wyjątkiem, kiedy można założyć frak w ciągu dnia, jest użycie go jako stroju dworskiego.